# 西門地下街

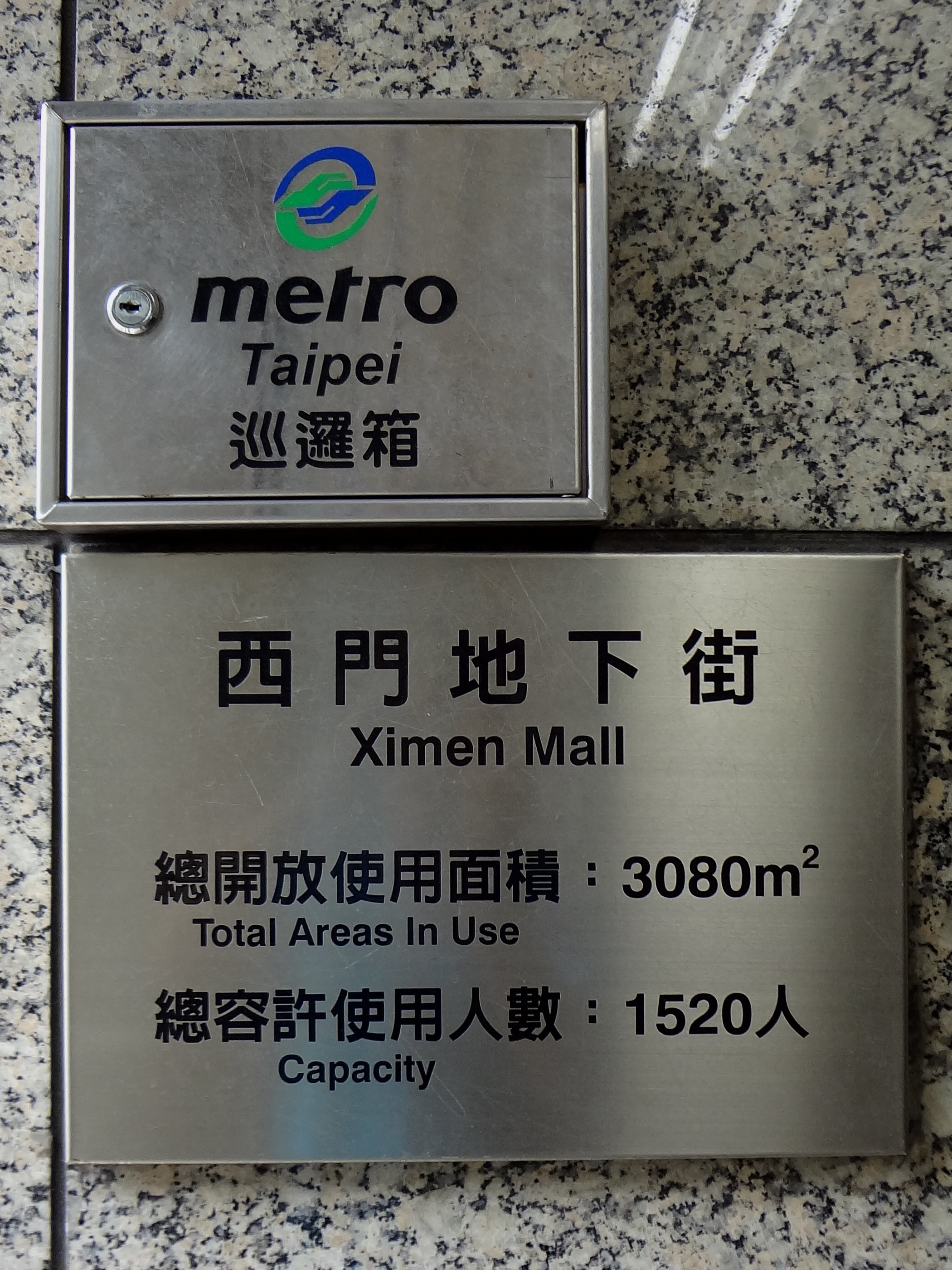
西門地下街總開放使用面積、總容許使用人數銘板與台北捷運公司巡邏箱

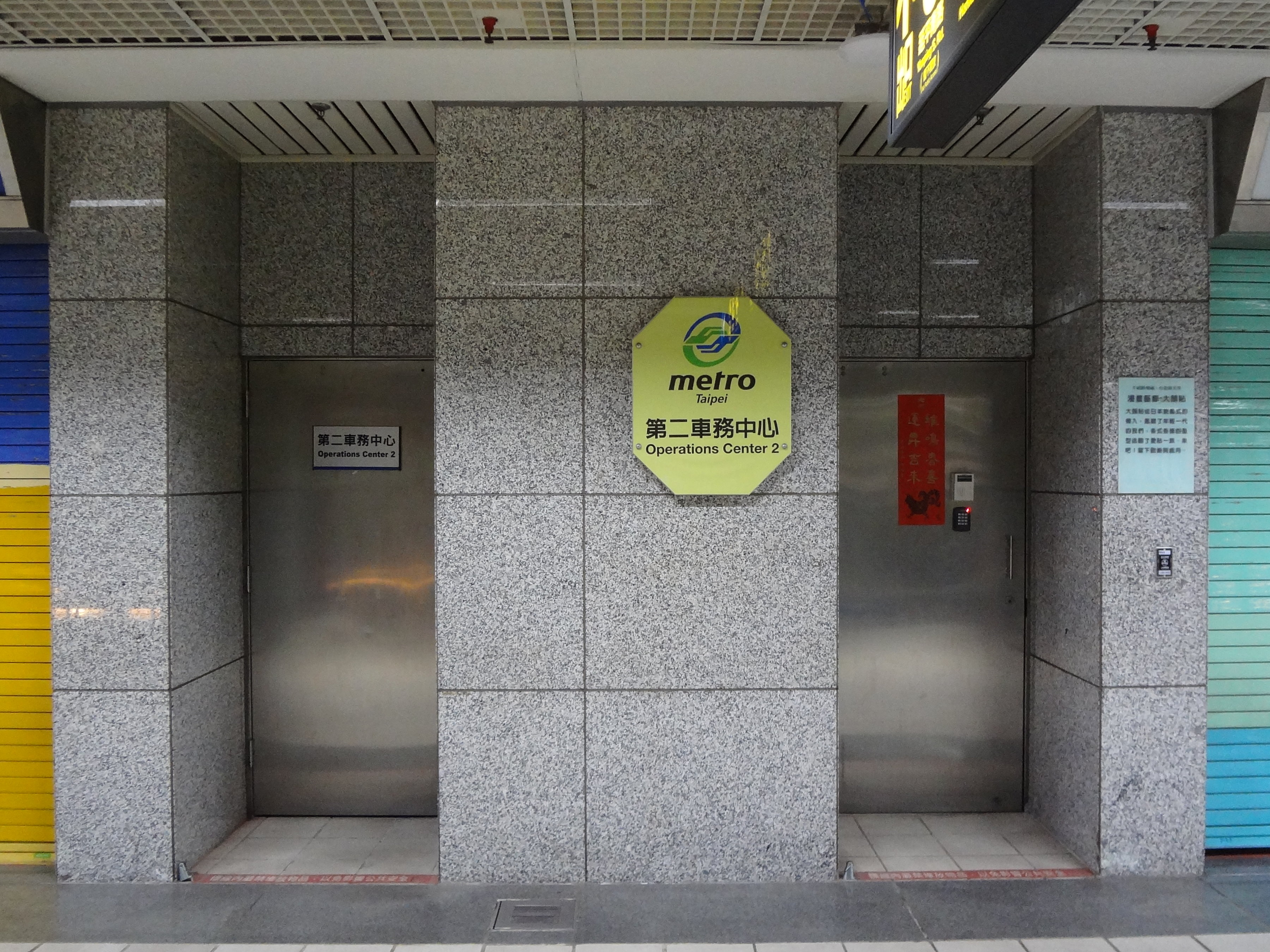
台北捷運公司第二車務中心

西門地下街（英語：Ximen Metro Mall）是位於臺灣臺北市萬華區中華路一段的地下街，位處臺北市萬華區及中正區交界處，鄰近西門町商圈。部份區域由臺北市立圖書館西門智慧圖書館與台北捷運公司行車處第二車務中心進駐，其餘區域做為店鋪與開放民眾練舞。

## 構造及位置
西門地下街位於中華商場原址下方，北起漢口街口，南至秀山街口，門牌號碼為中華路一段51之1號；全長182公尺，使用空間為3080平方米，共有六個出口，南端並與捷運西門站連通。出口均位於中華路一段東側人行道。
西門地下街內部分區主要分為7區，可供102個攤商設攤。興建費用為新台幣13億7000餘萬元。設有男女廁所一套。其中一區做為圖書館，對外開放服務民眾。
西門地下街於臺北市市長黃大洲任內，原先計畫與臺北車站的K區地下街、站前地下街等兩處地下街連通；但後來的市長任內，因臺北市政府預算不足而改為現今規模。另有說法指出，西門地下街有影響西門町徒步區商家生意之可能，因而未獲當地商家和民眾之青睞。
過去，西門地下街除前段設置西門智慧圖書館供民眾使用外，其餘店面均做為台北捷運公司辦公室。自柯文哲擔任市長以後，除廣場空間開放練街舞以外，將部分店鋪轉租出去。

### 出入口
| 出入口  | 圖片 | 位置                                              |
| ------- | ---- | ------------------------------------------------- |
| 出入口1 |      | 酉陽街 中山堂                                     |
| 出入口2 |      | 酉陽街 中華路                                     |
| 出入口3 |      | 武昌街 中華路 台北市政府警察局                    |
| 出入口4 |      | 中華路                                            |
| 出入口5 |      | 延平南路 中華路（增加電梯1台，2024年8月31日啟用） |
| 出入口6 |      | 漢口街一段 中華路                                 |

## 利用現況

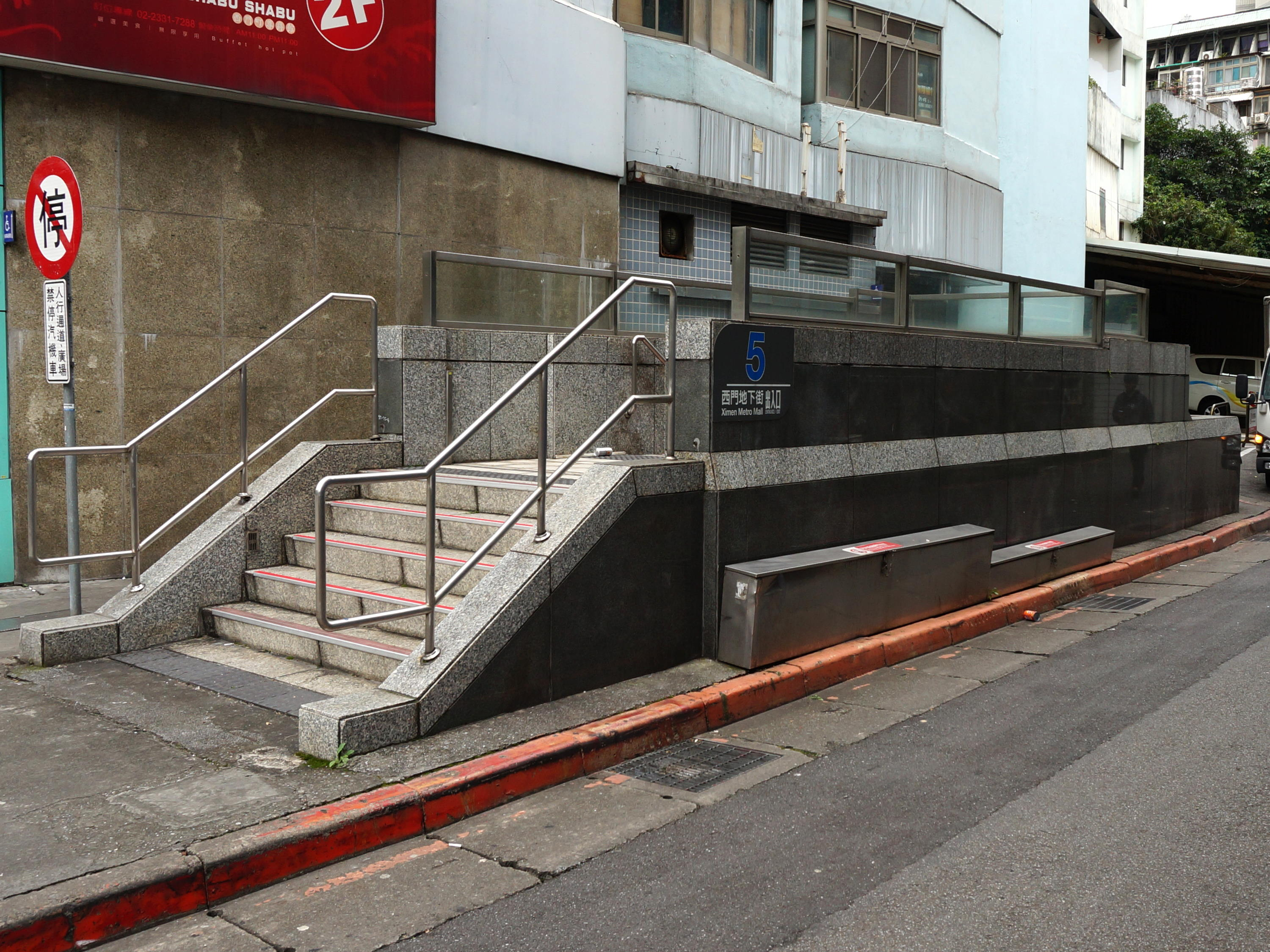
西門地下街5號出口增設電梯前

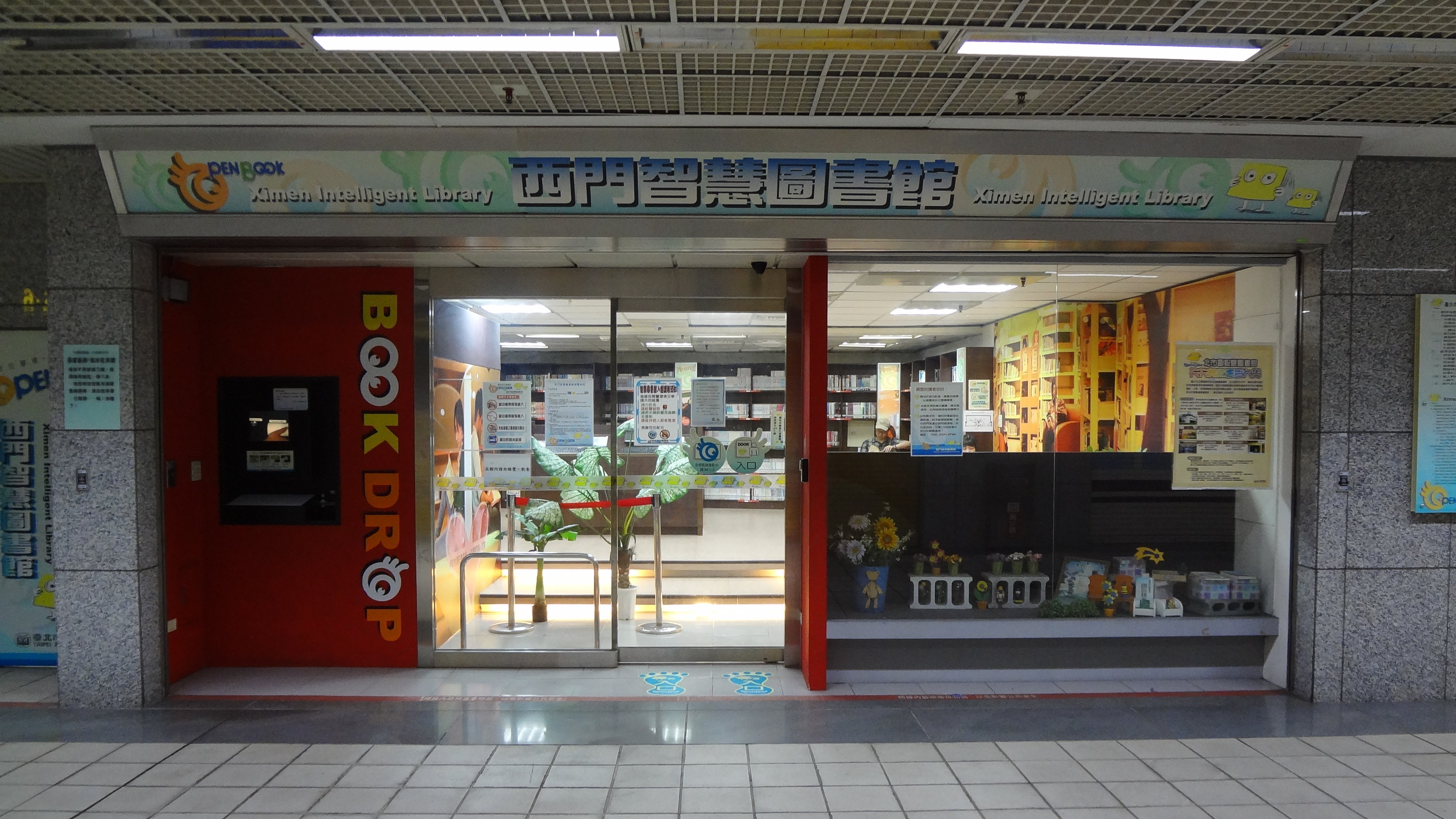
西門智慧圖書館

西門地下街過去閒置多年、未正式營業，為台北市使用率最低的地下街。為求善用本地下街，一開始地下街主要用途為台北捷運公司部分單位辦公室及台北市立圖書館使用。
西門地下街原先計畫安置原本中華商場的承租戶，但因為硬體設備不足、出口位置不佳，沒有承租戶願意進駐。原本計畫安置於本地下街的承租戶，後來大多改選擇安置於東區地下街。本地下街的重要缺失有：
1. 位置上獨立，不僅與其他捷運站、地下街不相連；僅相連的西門站，亦是透過長廊連結，無法吸引民眾前往。
2. 出入口僅設於中華路東側，無銜接馬路兩側之連通性，尤其無法連通中華路西側西門町商圈；出入口均無電扶梯，無便利性。
3. 缺乏願意進駐的商家、尤其具有特色的知名商家，招商難上加難。

目前台北捷運公司為求善用空間，將部份辦公室遷往此地下街，並舉辦活動吸引人潮。平日亦可看見人群在此地下街練習舞蹈。因應高齡化社會，台北市政府捷運工程局在5號出口增設1台無障礙電梯，2024年8月31日啟用。

### 西門圖書館
其中一區共兩家店舖，於2006年5月以每月新台幣18萬元租用該地由台北市立圖書館成立首座捷運圖書館，館名為西門OpenBook智慧圖書館，又名西門智慧圖書館（Ximen Intelligent Library），為一座無人圖書館，主要服務功能為提供民眾圖書雜誌服務，民眾需使用悠遊卡或台北市立圖書館借閱證刷卡方能進入，借還書亦自行以機器操作。原本於西門站內的「西門地下街」指示牌，也一一改為「智慧圖書館」。

## 歷史
1999年：完工。
2002年12月1日：開放通行。
2006年5月12日：西門智慧圖書館啟用。

## 外部連結
- 西門地下街-捷運地下街資訊 （页面存档备份，存于）.臺北大眾捷運股份有限公司.2023-06-27